# Eclipse Foundation
Eclipse Foundation – organizacja typu non-profit zajmująca się wspieraniem społeczności tworzącej projekty związane ze środowiskiem Eclipse.
Główne ośrodki mieszczą się w Portland oraz Ottawie.

## Historia
Fundacja Eclipse została założona przez firmę IBM w styczniu 2004 roku w celu wspierania utworzonego trzy lata wcześniej projektu Eclipse.

## Struktura i zasady funkcjonowania
Głównymi organami Fundacji Eclipse są:
- Board of Directors – Rada Nadzorcza zarządzająca kierunkami rozwoju projektu Eclipse
- Eclipse Councils – Rada Fundacji koordynująca projekty Eclipse

W Radzie Nadzorczej zasiadają przedstawiciele tzw. Strategicznych Developerów oraz Strategicznych Klientów, a ponadto reprezentanci wybierani przez twórców dodatków do Eclipse oraz osoby biorące udział w tworzeniu Eclipse (tzw. commiters).
Osoby zatrudniane przez Fundację Eclipse zajmują się sprawami organizacyjnymi. Sam projekt Eclipse jest tworzony i rozwijany przez wolontariuszy.

## Zakres działalności
Głównymi obszarami działalności są:
- infrastruktura informatyczna,
- zasady licencjonowania oprogramowania,
- proces tworzenia projektów,
- działania marketingowe.

Zapewnienie infrastruktury informatycznej skupia się na utrzymaniu repozytoriów kodu CVS\Subversion, utrzymaniu stron domowych projektów Eclipse oraz stron umożliwiających pobieranie aktualnych, jak i poprzednich wersji, administrowaniu systemem zgłaszania błędów Bugzilla, a także listami dystrybucyjnymi o charakterze developerskim.
Wszystkie projekty Eclipse są rozpowszechniane na licencji Eclipse Public License (EPL), co umożliwia ich wykorzystanie w komercyjnych produktach. Fundacja zajmuje się działaniami organizacyjnymi zapewniającymi zgodność produktów Eclipse ze wspomnianą licencją.
Projekty Eclipse są oparte na wspólnym szkielecie (Eclipse Platform) oraz są między sobą powiązane licznymi zależnościami. W celu zapewnienia właściwej współpracy między projektami oraz spójności wersji projektów fundacja organizuje cykliczne spotkania. Ponadto weryfikuje czy projekty są poprawnie klasyfikowane jako dojrzałe (ang. mature) lub w fazie rozwojowej (ang. incubation). Wszystko to odbywa się w ramach spójnego procesu tworzenia projektów zwanego ang. Eclipse Development Process.
W ramach działań marketingowych są m.in. organizowane konferencje: EclipseCon, Eclipse Summit Europe, a także tworzone oraz utrzymywane serwisy internetowe takie jak Eclipse Live.